# Lipogeneza
Lipogeneza je proces kojim se acetil-KoA konvertuje u masti. Acetil-KoA je intermedijerni stupanj u metabolizmu jednostavnih ćećera, poput glukoze, izvora energije živih bića. Putem lipogeneze se energija može efikasno uskladištiti u obliku masti. Lipogeneza obuhvata procese sinteze masnih kiselina i naknadne sinteze triglicerida (pri čemu se masne kiseline esterifikuju sa glicerolom). Produkti se izlučuju iz jetre u obliku lipoproteina veoma niske gustine (VLDL).

## Sinteza masnih kiselina
Sinteza masnih kiselina počinje sa acetil-KoA i odvija se dodavanjem dvougljeničnih jedinica. Do sinteze dolazi u citoplazmi, za razliku od degradacije (oksidacije), koja se odvija u mitohondrijama. Mnogi enzimi za sintezu masnih kiselina su organizovani u multienzimske komplekse, sintetaze masnih kiselina. Masne kiseline se prvenstveno sintetišu u adipoznom tkivu i jetri.

### Kontrola i regulacija
Insulin je indicator nivoa krvnog šećera u telu. Njegova koncentracija se povećava proporcionalno sa nivoom krvnog šećera. Visoki nivoi insulina se javljaju nako unosa hrane. Insulin povećava brzinu rada metaboličkih puteva za skladištenje, poput lipogeneze. On stimuliše lipogenezu na dva glavna načina: 
- enzim piruvat dehidrogenaza (PDH), koji formira acetil-KoA, i
- enzim acetil-KoA karboksilaza (ACC), koja formira malonil-KoA iz acetyl-CoA

Insulin aktivira te enzime, tako da njegovi visoki nivoi dovodo do sveukupnog povećanja nivoa malonil-CoA, koji je neophodan supstrat za sintezu masnih kiselina.